# Walckenaeria denisi
Walckenaeria denisi là một loài nhện trong họ Linyphiidae.
Loài này thuộc chi Walckenaeria. Walckenaeria denisi được Konrad Thaler miêu tả năm 1984.